# Gary DeVore
Gary Martin DeVore (ur. 17 września 1941 w Los Angeles, zm. 28 czerwca 1997 w Palmdale) – amerykański scenarzysta, najbardziej znany z dowcipnych filmów akcji i tajemniczych okoliczności swojej śmierci w 1997 r.

## Wczesna kariera
DeVore rozpoczął karierę pod koniec lat 60. XX wieku, występując w takich programach jak The Newlywed Game Chucka Barrisa, The Steve Allen Show i Tempo.

## Życie osobiste, śmierć i następstwa
DeVore był kolejno żonaty z Marią Cole (1969–1978), Sandie Newton (1981–1985), Claudią Christian (1988–1992) i Wendy Oates (1996–1997). Przez krótki czas pełnił funkcję wiceprezesa ds. produkcji w De Laurentiis Entertainment Group (DEG), po czym powrócił do pracy nad filmami, podpisując z DEG umowę na realizację trzech filmów.
DeVore zaginął w czerwcu 1997 r. podczas nocnej podróży z Santa Fe w Nowym Meksyku do Santa Barbara w Kalifornii, co wywołało szeroko zakrojone poszukiwania i spekulacje mediów. DeVore pracował w swoim biurze w Santa Fe, próbując dokończyć scenariusz. DeVore skarżył się na blokadę twórczą i postanowił zmienić otoczenie. Kiedy w końcu skończył scenariusz, DeVore postanowił wrócić do domu samochodem przez pustynię Mojave. Jego żona Wendy czekała na niego w ich domu nad brzegiem morza w Carpinterii w Kalifornii. Ponieważ nie dotarł na miejsce, postanowiła do niego zadzwonić około godziny 1 w nocy (później okazało się, że rozmowa nie została zarejestrowana przez operatora sieci telefonicznej). Odebrał, ale nie podał zbyt wielu szczegółów dotyczących swojej lokalizacji. To była ostatnia rozmowa Wendy z nim.
Rok później odnaleziono DeVore’a i jego Forda Explorera pod mostem nad akweduktem w Palmdale w Kalifornii. Po wydobyciu pojazdu z wody przez policję odkryto, że zniknęły laptop mężczyzny zawierający scenariusz (zatytułowany The Big Steal) i broń. DeVore był pozbawiony dłoni; w pobliżu znaleziono co prawda kości dłoni, jednak nie udało się ich jednoznacznie zidentyfikować jako należące do DeVore’a. Odnalezienie pojazdu DeVore’a uznano za podejrzane, ponieważ akwedukt przeszukano wkrótce po zgłoszeniu jego zaginięcia i nie odkryto niczego niezwykłego. Policja doszła do wniosku, że aby DeVore mógł rozbić swój pojazd w tym miejscu, musiałby jechać pod prąd niezauważony. Byłoby to trudne, ponieważ światła pojazdu nie były włączone.

### Scenariusze
- Psy wojny (1980)
- Boczne drogi (1981)
- Serce ze stali (TV) (1983)
- Zapomnieć o strachu (z Jimmym Hustonem) (1986)[1]
- Jak to się robi w Chicago (1986)[1]
- Traxx (1988)
- CBS Summer Playhouse: „Gorączka” (1988)
- Ostry poker w Małym Tokio (1991)
- Pasażer 57 (1992)
- Śmiertelny pięciobój (1994)
- Strażnik czasu (1994)
- Nagła śmierć (1995)
- Relikt (1997)